# 秘魯氣候

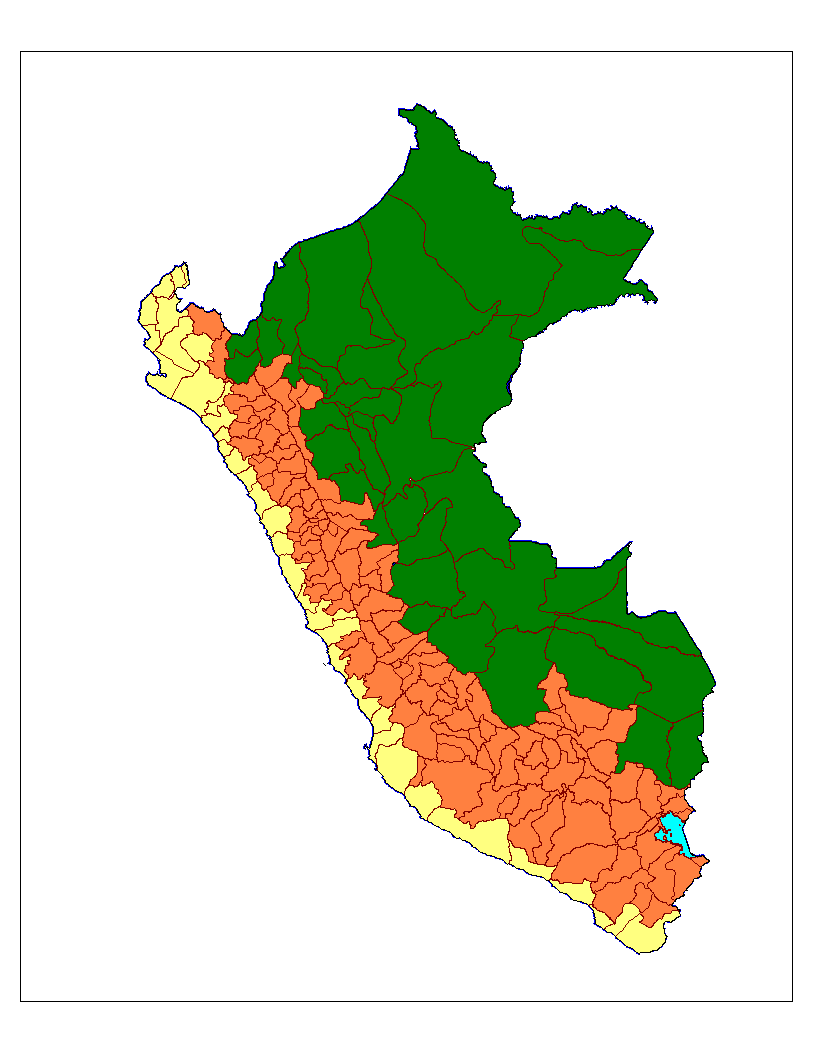
秘魯各省氣候區：沿海（淺黃色）、山區（橙色）、雨林（綠色）

秘魯氣候差異很大，境內涵蓋多種氣候與微氣候區域，共擁有世界32種氣候中的28種。如此多元的氣候，導因於安地斯山脈與洪堡寒流的存在。
大體上，沿海地區屬於亞熱帶氣候，而且降雨較少。安地斯山脈屬於清涼至寒冷的氣候，而且夏天多雨，冬天非常乾燥（柯本氣候分類法）。東部低地屬於赤道氣候，天氣炎熱而且全年降雨。